# Tipula ishizuchiana
Tipula ishizuchiana är en tvåvingeart som beskrevs av Alexander 1954. Tipula ishizuchiana ingår i släktet Tipula och familjen storharkrankar. Inga underarter finns listade i Catalogue of Life.